# A Saucerful of Secrets
A Saucerful of Secrets je druhé album anglické skupiny Pink Floyd. Bylo vydáno v červnu 1968. Album, poslední, na kterém se podílel Syd Barrett, představuje skupinu v období přechodu mezi psychedelickým a progresivním rockem. V britském žebříčku prodejnosti hudebních alb se umístilo na devátém místě.

## Popis alba a jeho historie
Deska A Saucerful of Secrets byla nahrávána průběžně od srpna 1967 do dubna 1968 v Abbey Road Studios. Je posledním albem Pink Floyd, na kterém se podílel původní frontman skupiny Syd Barrett, a zároveň prvním, kde hraje David Gilmour, jenž Barretta v kapele nahradil. Gilmour do Pink Floyd přišel v lednu 1968, Barrett odešel v dubnu téhož roku kvůli psychickým problémům spojených s užíváním LSD. A Saucerful of Secrets se tak stalo jediným studiovým albem, které nahrávalo pět stálých členů Pink Floyd. David Gilmour zde hraje v pěti skladbách („Let There Be More Light“, „Set the Controls for the Heart of the Sun“, „Corporal Clegg“, „A Saucerful of Secrets“ a „See-Saw“), Syd Barrett ve třech („Remember a Day“, „Jugband Blues“ a „Set the Controls for the Heart of the Sun“). Píseň „Set the Controls for the Heart of the Sun“ je tak jedinou skladbou Pink Floyd, kde lze slyšet hrát všech pět členů skupiny zároveň.
Klávesista Rick Wright zpívá na čtyřech skladbách, bubeník Nick Mason na jedné („Corporal Clegg“). Zvláště u Masona je to unikátní záležitost, protože jeho hlas je možné slyšet pouze v několika dalších skladbách, kde ale pouze recituje. Jedinou písní na albu, kterou složil a nazpíval Syd Barrett, je „Jugband Blues“.
Při vydání alba se Pink Floyd stali druhou skupinou po The Beatles, která měla povolení od EMI na oslovení nezávislých výtvarníků pro návrh obalu. Obal A Saucerful of Secrets byl prvním dílem od Storma Thorgersona (zakladatele designérské skupiny Hipgnosis) pro Pink Floyd.
A Saucerful of Secrets obsahuje celkem sedm písní, z nichž nejdelší je titulní stejnojmenná instrumentální skladba, složená ze čtyř, poměrně odlišných částí: „Something Else“, „Syncopated Pandemonium“, „Storm Signal“ a „Celestial Voices“.

## Vydávání alba a jeho umístění
Album vyšlo ve Spojeném království dne 28. června 1968 v mono (katalogové číslo: Columbia EMI SX 6258) i stereo (Columbia EMI SCX 6258) verzi a dosáhlo deváté příčky žebříčku prodejnosti hudebních desek. V USA bylo vydáno pouze ve stereofonní verzi (Tower ST 5131) dne 27. července 1968, v žebříčku se neumístilo.
Na CD bylo A Saucerful of Secrets poprvé vydáno v roce 1985 (v USA 1987), roku 1994 vyšla remasterovaná reedice.

## Seznam skladeb
| Strana 1 | Strana 1                                  | Strana 1 | Strana 1 |
| Pořadí   | Název                                     | Autor    | Délka    |
| -------- | ----------------------------------------- | -------- | -------- |
| 1.       | Let There Be More Light                   | Waters   | 5:38     |
| 2.       | Remember a Day                            | Wright   | 4:33     |
| 3.       | Set the Controls for the Heart of the Sun | Waters   | 5:28     |
| 4.       | Corporal Clegg                            | Waters   | 4:13     |

| Strana 2       | Strana 2               | Strana 2                       | Strana 2 |
| Pořadí         | Název                  | Autor                          | Délka    |
| -------------- | ---------------------- | ------------------------------ | -------- |
| 1.             | A Saucerful of Secrets | Waters, Wright, Gilmour, Mason | 11:52    |
| 2.             | See-Saw                | Wright                         | 4:36     |
| 3.             | Jugband Blues          | Barrett                        | 3:00     |
| Celková délka: | Celková délka:         | Celková délka:                 | 39:25    |

## Obsazení
- Pink Floyd:
  - Roger Waters – baskytara, zpěv, vokály
  - David Gilmour – elektrická kytara, kazoo, zpěv, vokály
  - Rick Wright – piano, varhany, mellotron, vibrafon, zpěv, vokály
  - Nick Mason – bicí, perkuse, vokály (4)
  - Syd Barrett – kytara, zpěv
- Norman Smith – bicí a vokály (2)
- osm členů Armády spásy (7): Ray Bowes (kornet), Terry Camsey (kornet), Mac Carter (trubka), Les Condon (kontrabas), Maurice Cooper (eufonium), Ian Hankey (pozoun), George Whittingham (kontrabas) a ještě jeden další neuvedený